# Waracchaou yo BOYFRIEND
- 笑っちゃおうよ BOYFRIEND (Romaji: Waracchaou yo BOYFRIEND, tên dịch ra tiếng Anh là Let's Laugh, Boyfriend) là Single thứ mười một của nhóm Berryz Koubou thuộc Hello! Project, mang phong cách Pop Rock của thập kỷ 60. Nó được phát hành vào ngày 2, tháng 8, năm 2006 với nhãn hiệu PICCOLO TOWN và số Catalog PKCP-5069.
- Một bản DVD Single V của bài hát đã được phát hành vào ngày 9, tháng 8, năm 2006 với cùng nhãn hiệu và số Catalog PKBP-5053.

## Credit
- Sáng tác lời: Tsunku
- Dàn dựng: Suzuki Shunsuke

## Danh sách bài hát trên CD
1. 笑っちゃおうよ BOYFRIEND (Romanji: Waracchaou yo BOYFRIEND)
2. 素肌ピチピチ (Romanji: Suhada Pichipichi)
3. 笑っちゃおうよ BOYFRIEND (Instrumental) (Waracchaou yo BOYFRIEND (Bản nhạc khí))

## Danh sách bài hát trên Single V
1. 笑っちゃおうよ BOYFRIEND (Romanji: Waracchaou yo BOYFRIEND)
2. 笑っちゃおうよ BOYFRIEND (Dance Shot Ver.) (Waracchaou yo BOYFRIEND (Bản vũ đạo))
3. メイキング映像 (Quá trình dàn dựng)

## Những buổi biểu diễn trên truyền hình
- Ngày 27, tháng 07, năm 2006 Oha Star
- Ngày 30, tháng 07, năm 2006 Hello! Morning
- Ngày 18, tháng 08, năm 2006 Music Fighter
- Ngày 24, tháng 09, năm 2006 Music Express

## Những buổi biểu diễn phối hợp
- Hello! Project 2006 Summer ~Wonderful Hearts Land~
- Berryz Koubou Summer Concert Tour 2006 "Natsu Natsu! ~Anata wo Suki ni Naru Sangenzoku~"
- 2007 Sakura Mankai Berryz Koubou Live ~Kono Kandou wa Nidoto Nai Shunkan de Aru~
- Berryz Koubou Concert Tour 2007 Natsu ~Welcome! Berryz Kyuuden~
- Berryz Koubou Concert Tour 2008 Aki ~Berikore!~

## Bảng xếp hạng và doanh thu trênOricon
| T. Hai | T. Ba | T. Tư | T. Năm | T. Sáu | T. Bảy | C. Nhật | Xếp hạng trong tuần | Lợi nhuận hàng tuần |
| ------ | ----- | ----- | ------ | ------ | ------ | ------- | ------------------- | ------------------- |
| -      | 7     | 12    | 18     | 16     | 17     | 31      | 15                  | 17.381              |
| 36     | 41    | -     | -      | -      | -      | -       | 57                  | 2.107               |
| -      | -     | -     | -      | -      | -      | -       | 122                 | 837                 |

Tổng doanh thu: 20.325*

## Liên kết khác
- Danh mục bài hát của Berryz Koubou từ UP-FRONT WORKS: CD Lưu trữ ngày 10 tháng 9 năm 2012 tại Wayback Machine, DVD Lưu trữ ngày 8 tháng 3 năm 2010 tại Wayback Machine
- Lời bài hát từ trang projecthello.com: Waracchaou yo BOYFRIEND, Suhada Pichipichi
- Dịch lời bởi Megchan: Youthful Skin Lưu trữ ngày 9 tháng 10 năm 2008 tại Wayback Machine

### Đặt hàng tại
- CD: Amazon JP, CD Japan, Yes Asia[liên kết hỏng]
- Single V DVD: Amazon JP, CD Japan, Yes Asia[liên kết hỏng]